# Supernaloga
Súpernalóga je v matematiki in filozofiji naloga z neskončnim številom korakov opravljena v končnem času. Pojem supernaloge je uvedel James Thompson.

## Zgledi supernalog
- Thompsonova svetilka - svetilka je lahko prižgana ali ugasnjena. Njeno začetno stanje je pri t = 0. V času t = 1/2 je svetilka ugasnjena, v času t = 1/2 + 1/4 je spet prižgana in tako naprej. Ali je v času t = 1 svetilka prižgana ali ugasnjena? To je parabola na Grandijevo vrsto.
- dodajanje novih gostov v Hilbertov veliki hotel.

Filozofska vprašanja supernalog so med drugim:
- kaj je supernaloga? Ni popolnoma jasno ali je Ahilov tek v Zenonovem paradoksu o Ahilu in želvi supernaloga.
- ali so supernaloge fizikalno smiselne?

Če so supernaloge fizikalno smiselne, potem se lahko ugotovi resničnost ali neresničnost neznanih podmen v teoriji števil, kot je na primer Goldbachova domneva, v končnem času z metodo iskanja grobe sile množice vseh naravnih števil. Zaradi tega bi bile vse domneve v aritmetiki odločljive.
V računalništvu ima supernaloga drug pomen.
.